# Station Lyon-Saint-Paul
Station Lyon - Saint-Paul is een kopspoorwegstation in het hartje van de oude stad Lyon. Vandaar vertrekken voorstadstreinen naar Sain-Bel, Lozanne en Brignais.

## Geschiedenis
Dit station is op 17 januari 1876 geopend door de Compagnie des Dombes et des chemins de fer du Sud-Est als eindpunt voor de lokale spoorlijn Lyon-Saint-Paul - Montbrison. In 1954 is de spoorlijn tot Charbonnières-les-Bains samen met de aansluiting naar Vaise geëlektrificeerd met 1500 V gelijkstroom. In 1984 is de bovenleiding uitgeschakeld omdat er alleen maar lokale treinen reden met dieseltractie. Het voormalige goederenemplacement is nu omgebouwd als keerlus voor de trolleybus.

### Project Tram-Train van Lyon
De huidige voorstadstreinen zullen vervangen worden door trams in het kader van het project Tram-Train van Lyon.

## Ligging
Het station is het begin van de spoorlijn Lyon-Saint-Paul - Montbrison.

## Diensten
Het station wordt aangedaan door verschillende treinen van TER Rhône-Alpes:
- Lyon-Saint-Paul - Brignais;
- Lyon-Saint-Paul - Sain-Bel (Tram-Train van Lyon);
- Lyon-Saint-Paul - Lozanne.

### Vorige en volgende stations
| Richting | Vorig station       | Verbinding                            | Volgend station | Richting |
| -------- | ------------------- | ------------------------------------- | --------------- | -------- |
| Sain-Bel | Lyon-Gorge-de-Loup  | TER Rhône-Alpes (Tram-Train van Lyon) | Eindpunt        | Eindpunt |
| Lozanne  | Écully-la-Demi-Lune | TER Rhône-Alpes                       | Eindpunt        | Eindpunt |
| Brignais | Écully-la-Demi-Lune | TER Rhône-Alpes                       | Eindpunt        | Eindpunt |